# Реставрация Эверглейдс

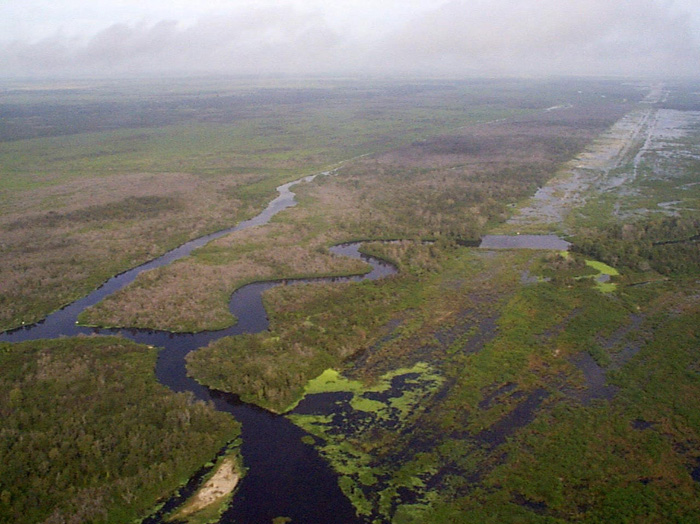
Часть канала C-38, оконченная в 1971 году.

Реставрация Эверглейдс — усилия по устранению ущерба, нанесённого в 20-м веке окружающей среде в южной части Флориды (Соединённые Штаты Америки). Это самый дорогой и затратный проект в истории по очистке экологической среды. В связи с наводнениями, вызванными ураганами в 1947 году, и для поддержания контроля над устройством в Эверглейдс, был создан Проект по Контролю за наводнениями в Южной и Центральной Флориде (C&SF). C&SF с 1950-х и до 1971 года построил 2,300 км каналов и дамб на территории Южной Флориды. Последним предпринятым усилием был канал C-38, который протянут к Реке Киссими, что причинило ущерб месту обитания животных, а также негативно сказывается на качестве самой воды.